# Biketawa
Biketawa és un dels trenta-quatre illots que comprenen l'atol de Tarawa a la República de Kiribati. La capital de Kiribati, Tarawa Sud, és a Tarawa. La Declaració de Biketawa del 2000 sobre la seguretat regional del Pacífic pren el seu nom de Biketawa.